# Anchor Brewery

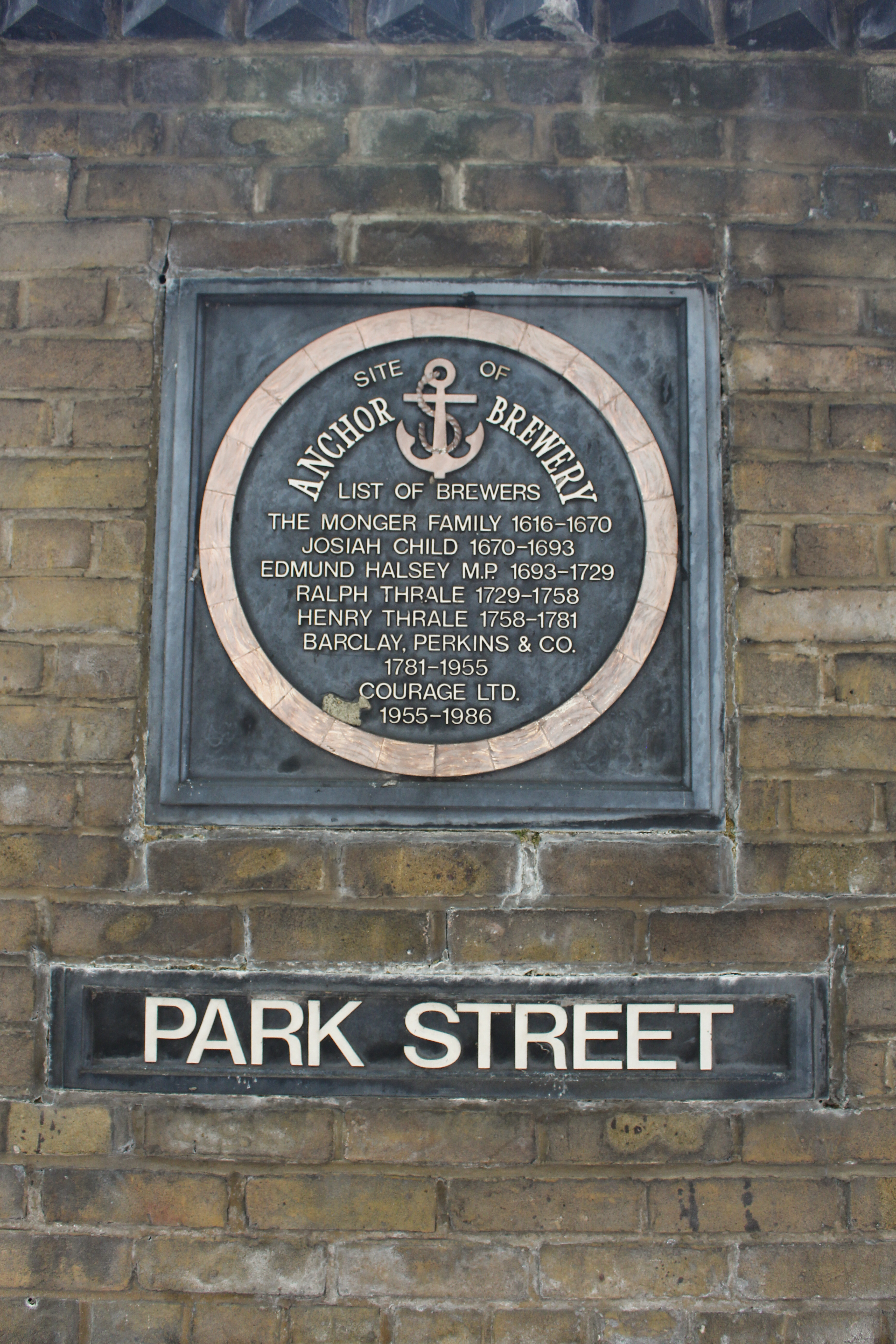
Placa marcando o local da antiga Anchor Brewery.

A Anchor Brewery foi uma cervejaria inglesa localizada em Southwark, em Londres. Fundada em 1616, no início do século XIX foi a maior cervejaria do mundo. A partir de 1781 ela foi operada pela Barclay Perkins & Co, que se fundiu com Courage em 1955. A cervejaria foi demolida em 1981.

## História

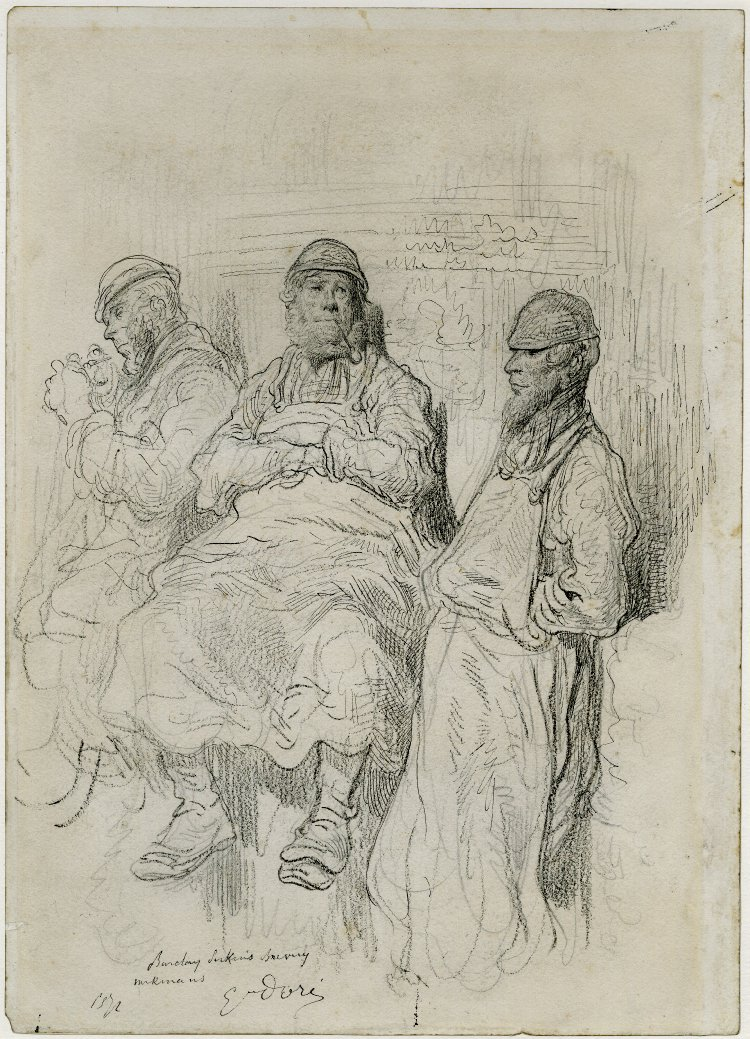
Mulheres trabalhadoras na Barclay Perkins Brewery Gustave Doré (1872)

A cervejaria foi fundada em 1616 por James Monger Sr. em Southwark, no terreno adjacente ao Teatro Globe. Em sua morte, a cervejaria passou a seu afilhado, James Monger Jr. James Child adquiriu a cervejaria após a morte do James Monger em 1670, e possuiu até sua morte em 1696. Seu genro, Edmund Halsey, gerenciou o negócio com James Child de 1693, e, posteriormente, como único proprietário até sua morte em 1729. A cervejaria foi então comprada por Ralph Thrale, o gerente da cervejaria e um sobrinho de Halsey, por £ 30.000 em parcelas ao longo de 11 anos.
Barclay Perkins & Co foi fundada em julho 1781 depois que John Perkins e Robert Barclay (de família de banqueiros) adquiriram a cervejaria Anchor da viúva de Henry Thrale, Hester por £ 135.000, a ser pago ao longo de quatro anos. Em 1782, 85.700 barris foram fabricados. Em 1809 a empresa teve uma produção anual de 260.000 barris, tornando-se a maior cervejaria do mundo. Entre 1809 e 1853, a Anchor teve a maior produção do que qualquer fábrica de cerveja em Londres.
A cervejaria produzia exclusivamente Porter até 1834, quando começa a fazer pale ale.
Em 1955, Barclay Perkins se fundiu com a rival cervejeira Courage de Londres. A fábrica continuou no local da Anchor até o início dos anos 1970. Em 1981, os prédios da cervejaria foram demolidos, embora o Pub Anchor Tavern, permaneça no local.